# 메틸질산
메틸 질산(methyl nitrate)은 질산의 메틸 에스터형이며 화학식은 CH3NO3이다. 이 물체는 무색이며 휘발성의 액체로 폭발성 물질이다.

## 합성
메틸 질산은 질산과 메탄올의 응축을 통해 만들 수 있다.
CH3OH+HNO3 →CH3NO3 +H2O
메틸 질산은 실험실이나 산업현장에서 메탄올과 질산의 증류 혹은 황산과 질산을 통해 메탄올을 질화(nitration)시켜서 만들어 낼 수 있다. 이 중 첫번째 방법은 메틸 질산의 증기로 인한 폭발 위험 때문에 선호하는 방법이 아니다. 두 번째 절차의 경우는 본질적으로 니트로그리세린(nitroglycerin)을 제작하는 방법과 동일하다. 그러나, 공정과정은 일반적으로 산업적 규모에서 압축공기를 이용하여 제작하는 것 대신 약간 높은 온도에서 혼합물을 물리적으로 저으면서 진행된다.

## 폭발성
메틸 질산은 매우 민감한 폭발물이다. 점화 시 메틸 질산은 회청색의 화염을 띄며 매우 강열하게 타오른다. 메틸 질산은 질산 에스터(nitrate ester)를 포함한 다른 폭발물들에 비해 상대적으로 낮은 파괴력을 가지고 있다. 폭굉(detonation)이 시작하는 민감도는 가장 뛰어난 수준으로 높아서 가장 약한 출력의 폭파용 뇌관 하나만으로도 최대의 폭굉과 폭발을 일으킬 수 있다.
메틸 질산의 우수한 폭발성에도 불구하고 이 물질은 폭발물로 적용되지 않았는데, 그 이유는 높은 휘발성 때문에 메틸 질산을 안전하게 다루거나 저장하지 못하기 때문이다. 메틸 질산은 제 2차 세계 대전시 독일에서 25%의 메탄올이 합성된 '마이롤(myrol)'이란 물질로 로켓 연료에 사용되었다.  이 혼합물은 일정한 속도로 증발하며 조성은 시간이 시간이 지나도 변하지 않았다. 이 물질은 약한 폭발 위험을 띄었으며(폭굉(detonation)이 일어나기 어렵다) 충격을 통해 쉽게 폭굉(detonation)이 일어나지 않는다.

## 안전성
폭발 특성 뿐만아니라 ,메틸 질산은 독성이고 흡입시 두통의 원인이 된다.